# Microrregión de Santa Maria da Vitória
La microrregión de Santa Maria da Vitória es una de las  microrregiones del estado brasileño de la Bahia perteneciente a la mesorregión  Extremo Oeste Baiano. Su población fue estimada en 2005 por el IBGE en 180.826 habitantes y está dividida en nueve municipios. Posee un área total de 41.027,072 km².

## Municipios
- Canápolis
- Cocos
- Coribe
- Correntina
- Jaborandi
- Santa Maria da Vitória
- Santana
- São Félix do Coribe
- Serra Dourada

- Datos: Q2187580